# 2018-as WEC Silverstone-i 6 órás verseny
| Pályarajz | Pályarajz                      | Pályarajz                                    |
| --------- | ------------------------------ | -------------------------------------------- |
|           |                                |                                              |
| Győztesek |                                |                                              |
| Kategória | Csapat                         | Versenyzők                                   |
| LMP1      | #3 Rebellion Racing            | Mathias Beche Gustavo Menezes Thomas Laurent |
| LMP2      | #38 Jackie Chan Chan DC Racing | Gabriel Aubry Stéphane Richelmi Ho-Pin Tung  |
| LMGTE Pro | #51 AF Corse                   | James Calado Alessandro Pier Guidi           |
| LMGTE Am  | #77 Dempsey - Proton Racing    | Julien Andlauer Matt Campbell Christian Ried |

A 2018-as WEC Silverstone-i 6 órás verseny a Hosszútávú-világbajnokság 2018–19-es szezonjának harmadik futama volt, amelyet augusztus 17. és augusztus 19. között tartottak meg a Silverstone Circuit versenypályán. A fordulót Mathias Beche, Gustavo Menezes és Thomas Laurent triója nyerte meg, akik a hibridhajtás nélküli Rebellion Racing csapatának versenyautóját vezették.

## Időmérő
A kategóriák leggyorsabb versenyzői vastaggal vannak kiemelve.
| Poz. | Kategória | Csapat                        | Átlagidő | Különbség | Rajthely |
| ---- | --------- | ----------------------------- | -------- | --------- | -------- |
| 1.   | LMP1      | #7 Toyota Gazoo Racing        | 1:36,895 | −         | 1        |
| 2.   | LMP1      | #8 Toyota Gazoo Racing        | 1:37,306 | +0,411    | 2        |
| 3.   | LMP1      | #11 SMP Racing                | 1:38,932 | +2,037    | 3        |
| 4.   | LMP1      | #17 SMP Racing                | 1:39,070 | +2,175    | 4        |
| 5.   | LMP1      | #3 Rebellion Racing           | 1:39,247 | +2,352    | 5        |
| 6.   | LMP1      | #1 Rebellion Racing           | 1:39,613 | +2,718    | 6        |
| 7.   | LMP1      | #10 DragonSpeed               | 1:41,412 | +4,517    | 7        |
| 8.   | LMP1      | #4 ByKolles Racing Team       | 1:41,839 | +4,944    | 8        |
| 9.   | LMP2      | #37 Jackie Chan DC Racing     | 1:44,896 | +8,001    | 9        |
| 10.  | LMP2      | #38 Jackie Chan DC Racing     | 1:45,083 | +8,188    | 10       |
| 11.  | LMP2      | #36 Signatech Alpine Matmut   | 1:46,370 | +9,475    | 11       |
| 12.  | LMP2      | #28 TDS Racing                | 1:47,048 | +10,153   | 12       |
| 13.  | LMP2      | #29 Racing Team Nederland     | 1:47,107 | +10,212   | 13       |
| 14.  | LMP2      | #31 DragonSpeed               | 1:47,270 | +10,375   | 14       |
| 15.  | LMP2      | #50 Larbre Compétition        | 1:49,489 | +12,594   | 15       |
| 16.  | LMGTE Pro | #66 Ford Chip Ganassi Team UK | 1:55,727 | +18,832   | 16       |
| 17.  | LMGTE Pro | #97 Aston Martin Racing       | 1:55,805 | +18,910   | 17       |
| 18.  | LMGTE Pro | #95 Aston Martin Racing       | 1:56,103 | +19,208   | 18       |
| 19.  | LMGTE Pro | #67 Ford Chip Ganassi Team UK | 1:56,204 | +19,309   | 19       |
| 20.  | LMGTE Pro | #92 Porsche GT Team           | 1:56,446 | +19,551   | 20       |
| 21.  | LMGTE Pro | #71 AF Corse                  | 1:56,510 | +19,615   | 21       |
| 22.  | LMGTE Pro | #82 BMW Team MTEK             | 1:56,731 | +19,836   | 22       |
| 23.  | LMGTE Pro | #81 BMW Team MTEK             | 1:56,992 | +20,097   | 23       |
| 24.  | LMGTE Pro | #51 AF Corse                  | 1:57,105 | +20,210   | 24       |
| 25.  | LMGTE Pro | #91 Porsche GT Team           | 1:57,151 | +20,256   | 25       |
| 26.  | LMGTE Am  | #56 Team Project 1            | 1:59,001 | +22,106   | 26       |
| 27.  | LMGTE Am  | #77 Dempsey - Proton Racing   | 1:59,203 | +22,308   | 27       |
| 28.  | LMGTE Am  | #90 TF Sport                  | 1:59,275 | +22,380   | 28       |
| 29.  | LMGTE Am  | #98 Aston Martin Racing       | 1:59,338 | +22,443   | 29       |
| 30.  | LMGTE Am  | #88 Dempsey - Proton Racing   | 1:59,757 | +22,862   | 30       |
| 31.  | LMGTE Am  | #54 Spirit of Race            | 1:59,809 | +22,914   | 31       |
| 32.  | LMGTE Am  | #70 MR Racing                 | 2.00,003 | +23,108   | 32       |
| 33.  | LMGTE Am  | #61 Clearwater Racing         | 2.00,118 | +23,223   | 33       |
| 34.  | LMGTE Am  | #86 Gulf Racing UK            | 2.00,221 | +23,326   | 34       |

## Verseny
A résztvevőknek legalább a versenytáv 70%-át (135 kört) teljesíteniük kellett ahhoz, hogy az elért eredményüket értékeljék. A kategóriák leggyorsabb versenyzői vastaggal vannak kiemelve.
| Helyezés | Kategória | #  | Csapat                    | Versenyzők                                              | Kasztni                       | Gumi | Kör | Idő/Hátrány/Kiesés |
| Helyezés | Kategória | #  | Csapat                    | Versenyzők                                              | Motor                         | Gumi | Kör | Idő/Hátrány/Kiesés |
| -------- | --------- | -- | ------------------------- | ------------------------------------------------------- | ----------------------------- | ---- | --- | ------------------ |
| 1.       | LMP1      | 3  | Rebellion Racing          | Mathias Beche Gustavo Menezes Thomas Laurent            | Rebellion R13                 | M    | 193 | 6:02:10,579        |
| 1.       | LMP1      | 3  | Rebellion Racing          | Mathias Beche Gustavo Menezes Thomas Laurent            | Gibson GL458 4.5 L V8         | M    | 193 | 6:02:10,579        |
| 2.       | LMP1      | 1  | Rebellion Racing          | Neel Jani André Lotterer                                | Rebellion R13                 | M    | 192 | +1 kör             |
| 2.       | LMP1      | 1  | Rebellion Racing          | Neel Jani André Lotterer                                | Gibson GL458 4.5 L V8         | M    | 192 | +1 kör             |
| 3.       | LMP1      | 17 | SMP Racing                | Jegor Orudzsev Stéphane Sarrazin                        | BR Engineering BR1            | M    | 192 | +1 kör             |
| 3.       | LMP1      | 17 | SMP Racing                | Jegor Orudzsev Stéphane Sarrazin                        | AER P60B 2.4L Turbo V6        | M    | 192 | +1 kör             |
| 4.       | LMP2      | 38 | Jackie Chan DC Racing     | Gabriel Aubry Stéphane Richelmi Ho-Pin Tung             | Oreca 07                      | D    | 185 | +8 kör             |
| 4.       | LMP2      | 38 | Jackie Chan DC Racing     | Gabriel Aubry Stéphane Richelmi Ho-Pin Tung             | Gibson GK428 4.2L V8          | D    | 185 | +8 kör             |
| 5.       | LMP2      | 37 | Jackie Chan DC Racing     | Jazeman Jaafar Nabil Jeffri Weiron Tan                  | Oreca 07                      | D    | 185 | +8 kör             |
| 5.       | LMP2      | 37 | Jackie Chan DC Racing     | Jazeman Jaafar Nabil Jeffri Weiron Tan                  | Gibson GK428 4.2L V8          | D    | 185 | +8 kör             |
| 6.       | LMP2      | 36 | Signatech Alpine Matmut   | Nicolas Lapierre André Negrão Pierre Thiriet            | Alpine A470                   | D    | 183 | +10 kör            |
| 6.       | LMP2      | 36 | Signatech Alpine Matmut   | Nicolas Lapierre André Negrão Pierre Thiriet            | Gibson GK428 4.2L V8          | D    | 183 | +10 kör            |
| 7.       | LMP2      | 31 | DragonSpeed               | Anthony Davidson Roberto González Pastor Maldonado      | Oreca 07                      | M    | 181 | +12 kör            |
| 7.       | LMP2      | 31 | DragonSpeed               | Anthony Davidson Roberto González Pastor Maldonado      | Gibson GK428 4.2L V8          | M    | 181 | +12 kör            |
| 8.       | LMP2      | 29 | Racing Team Nederland     | Frits van Eerd Giedo van der Garde Nyck de Vries        | Dallara P217                  | M    | 181 | +12 kör            |
| 8.       | LMP2      | 29 | Racing Team Nederland     | Frits van Eerd Giedo van der Garde Nyck de Vries        | Gibson GK428 4.2L V8          | M    | 181 | +12 kör            |
| 9.       | LMP2      | 50 | Larbre Compétition        | Erwin Creed Mori Josiharu Romano Ricci                  | Ligier JS P217                | M    | 176 | +17 kör            |
| 9.       | LMP2      | 50 | Larbre Compétition        | Erwin Creed Mori Josiharu Romano Ricci                  | Gibson GK428 4.2L V8          | M    | 176 | +17 kör            |
| 10.      | LMP2      | 28 | TDS Racing                | Loïc Duval François Perrodo Matthieu Vaxivière          | Oreca 07                      | D    | 173 | +20 kör            |
| 10.      | LMP2      | 28 | TDS Racing                | Loïc Duval François Perrodo Matthieu Vaxivière          | Gibson GK428 4.2L V8          | D    | 173 | +20 kör            |
| 11.      | LMGTE Pro | 51 | AF Corse                  | James Calado Alessandro Pier Guidi                      | Ferrari 488 GTE Evo           | M    | 172 | +21 kör            |
| 11.      | LMGTE Pro | 51 | AF Corse                  | James Calado Alessandro Pier Guidi                      | Ferrari F154CB 3.9L Turbo V8  | M    | 172 | +21 kör            |
| 12.      | LMGTE Pro | 67 | Ford Chip Ganassi Team UK | Andy Priaulx Harry Tincknell                            | Ford GT                       | M    | 172 | +21 kör            |
| 12.      | LMGTE Pro | 67 | Ford Chip Ganassi Team UK | Andy Priaulx Harry Tincknell                            | Ford EcoBoost 3.5L Turbo V6   | M    | 172 | +21 kör            |
| 13.      | LMGTE Pro | 92 | Porsche GT Team           | Michael Christensen Kévin Estre                         | Porsche 911 RSR               | M    | 172 | +21 kör            |
| 13.      | LMGTE Pro | 92 | Porsche GT Team           | Michael Christensen Kévin Estre                         | Porsche 4.0L Flat 6           | M    | 172 | +21 kör            |
| 14.      | LMGTE Pro | 97 | Aston Martin Racing       | Alex Lynn Maxime Martin                                 | Aston Martin Vantage AMR      | M    | 171 | +22 kör            |
| 14.      | LMGTE Pro | 97 | Aston Martin Racing       | Alex Lynn Maxime Martin                                 | Aston Martin 4.0L Turbo V8    | M    | 171 | +22 kör            |
| 15.      | LMGTE Pro | 81 | BMW Team MTEK             | Nick Catsburg Martin Tomczyk                            | BMW M8 GTE                    | M    | 171 | +22 kör            |
| 15.      | LMGTE Pro | 81 | BMW Team MTEK             | Nick Catsburg Martin Tomczyk                            | BMW S63 4.0L Turbo V8         | M    | 171 | +22 kör            |
| 16.      | LMGTE Pro | 66 | Ford Chip Ganassi Team UK | Stefan Mücke Olivier Pla                                | Ford GT                       | M    | 170 | +23 kör            |
| 16.      | LMGTE Pro | 66 | Ford Chip Ganassi Team UK | Stefan Mücke Olivier Pla                                | Ford EcoBoost 3.5L Turbo V6   | M    | 170 | +23 kör            |
| 17.      | LMGTE Am  | 77 | Dempsey - Proton Racing   | Julien Andlauer Matt Campbell Christian Ried            | Porsche 911 RSR               | M    | 168 | +25 kör            |
| 17.      | LMGTE Am  | 77 | Dempsey - Proton Racing   | Julien Andlauer Matt Campbell Christian Ried            | Porsche 4.0L Flat 6           | M    | 168 | +25 kör            |
| 18.      | LMGTE Am  | 90 | TF Sport                  | Jonathan Adam Charlie Eastwood Salih Yoluç              | Aston Martin Vantage GTE      | M    | 168 | +25 kör            |
| 18.      | LMGTE Am  | 90 | TF Sport                  | Jonathan Adam Charlie Eastwood Salih Yoluç              | Aston Martin 4.5L V8          | M    | 168 | +25 kör            |
| 19.      | LMGTE Am  | 56 | Team Project 1            | Jörg Bergmeister Patrick Lindsey Egidio Perfetti        | Porsche 911 RSR               | M    | 168 | +25 kör            |
| 19.      | LMGTE Am  | 56 | Team Project 1            | Jörg Bergmeister Patrick Lindsey Egidio Perfetti        | Porsche 4.0L Flat 6           | M    | 168 | +25 kör            |
| 20.      | LMGTE Am  | 98 | Aston Martin Racing       | Paul Dalla Lana Pedro Lamy Mathias Lauda                | Aston Martin Vantage GTE      | M    | 168 | +25 kör            |
| 20.      | LMGTE Am  | 98 | Aston Martin Racing       | Paul Dalla Lana Pedro Lamy Mathias Lauda                | Aston Martin 4.5L V8          | M    | 168 | +25 kör            |
| 21.      | LMGTE Am  | 61 | Clearwater Racing         | Matt Griffin Sava Kejta Weng Sun Mok                    | Ferrari 488 GTE               | M    | 167 | +26 kör            |
| 21.      | LMGTE Am  | 61 | Clearwater Racing         | Matt Griffin Sava Kejta Weng Sun Mok                    | Ferrari F154CB 3.9 L Turbo V8 | M    | 167 | +26 kör            |
| 22.      | LMGTE Am  | 86 | Gulf Racing UK            | Ben Barker Alex Davison Michael Wainwright              | Porsche 911 RSR               | M    | 167 | +26 kör            |
| 22.      | LMGTE Am  | 86 | Gulf Racing UK            | Ben Barker Alex Davison Michael Wainwright              | Porsche 4.0L Flat 6           | M    | 167 | +26 kör            |
| 23.      | LMGTE Am  | 70 | MR Racing                 | Olivier Beretta Eddie Cheever III Isikava Motoaki       | Ferrari 488 GTE               | M    | 167 | +26 kör            |
| 23.      | LMGTE Am  | 70 | MR Racing                 | Olivier Beretta Eddie Cheever III Isikava Motoaki       | Ferrari F154CB 3.9 L Turbo V8 | M    | 167 | +26 kör            |
| 24.      | LMGTE Am  | 88 | Dempsey - Proton Racing   | Matteo Cairoli Gianluca Roda Giorgio Roda               | Porsche 911 RSR               | M    | 167 | +26 kör            |
| 24.      | LMGTE Am  | 88 | Dempsey - Proton Racing   | Matteo Cairoli Gianluca Roda Giorgio Roda               | Porsche 4.0L Flat 6           | M    | 167 | +26 kör            |
| 25.      | LMP1      | 10 | DragonSpeed               | Ben Hanley Henrik Hedman Renger van der Zande           | BR Engineering BR1            | M    | 165 | +28 kör            |
| 25.      | LMP1      | 10 | DragonSpeed               | Ben Hanley Henrik Hedman Renger van der Zande           | Gibson GL458 4.5L V8          | M    | 165 | +28 kör            |
| 26.      | LMGTE Am  | 54 | Spirit of Race            | Francesco Castellacci Giancarlo Fisichella Thomas Flohr | Ferrari 488 GTE               | M    | 158 | +35 kör            |
| 26.      | LMGTE Am  | 54 | Spirit of Race            | Francesco Castellacci Giancarlo Fisichella Thomas Flohr | Ferrari F154CB 3.9 L Turbo V8 | M    | 158 | +35 kör            |
| 27.      | LMGTE Pro | 71 | AF Corse                  | Sam Bird Davide Rigon                                   | Ferrari 488 GTE               | M    | 157 | +36 kör            |
| 27.      | LMGTE Pro | 71 | AF Corse                  | Sam Bird Davide Rigon                                   | Ferrari F154CB 3.9 L Turbo V8 | M    | 157 | +36 kör            |
| 28.      | LMGTE Pro | 95 | Aston Martin Racing       | Marco Sørensen Nicki Thiim                              | Aston Martin Vantage AMR      | M    | 157 | +36 kör            |
| 28.      | LMGTE Pro | 95 | Aston Martin Racing       | Marco Sørensen Nicki Thiim                              | Aston Martin 4.0 L Turbo V8   | M    | 157 | +36 kör            |
| Ki       | LMGTE Pro | 82 | BMW Team MTEK             | António Félix da Costa Augusto Farfus                   | BMW M8 GTE                    | M    | 116 | felfüggesztés      |
| Ki       | LMGTE Pro | 82 | BMW Team MTEK             | António Félix da Costa Augusto Farfus                   | BMW S63 4.0 L Turbo V8        | M    | 116 | felfüggesztés      |
| Ki       | LMP1      | 4  | ByKolles Racing Team      | René Binder Oliver Webb                                 | ENSO CLM P1/01                | M    | 59  | kicsúszás          |
| Ki       | LMP1      | 4  | ByKolles Racing Team      | René Binder Oliver Webb                                 | Nismo VRX30A 3.0 L Turbo V6   | M    | 59  | kicsúszás          |
| Ki       | LMP1      | 11 | SMP Racing                | Mihail Aljosin Jenson Button Vitalij Petrov             | BR Engineering BR1            | M    | 23  | motor              |
| Ki       | LMP1      | 11 | SMP Racing                | Mihail Aljosin Jenson Button Vitalij Petrov             | AER P60B 2.4 L Turbo V6       | M    | 23  | motor              |
| Kiz      | LMP1      | 8  | Toyota Gazoo Racing       | Fernando Alonso Sébastien Buemi Nakadzsima Kazuki       | Toyota TS050 Hybrid           | M    | 197 | kizárva[a]         |
| Kiz      | LMP1      | 8  | Toyota Gazoo Racing       | Fernando Alonso Sébastien Buemi Nakadzsima Kazuki       | Toyota 2.4L Turbo V6          | M    | 197 | kizárva[a]         |
| Kiz      | LMP1      | 7  | Toyota Gazoo Racing       | Mike Conway Kobajasi Kamui José María López             | Toyota TS050 Hybrid           | M    | 197 | kizárva[a]         |
| Kiz      | LMP1      | 7  | Toyota Gazoo Racing       | Mike Conway Kobajasi Kamui José María López             | Toyota 2.4L Turbo V6          | M    | 197 | kizárva[a]         |
| Kiz      | LMGTE Pro | 91 | Porsche GT Team           | Gianmaria Bruni Richard Lietz                           | Porsche 911 RSR               | M    | 172 | kizárva[b]         |
| Kiz      | LMGTE Pro | 91 | Porsche GT Team           | Gianmaria Bruni Richard Lietz                           | Porsche 4.0 L Flat 6          | M    | 172 | kizárva[b]         |

Megjegyzések:
- ↑ a:  A Toyota autóinak padlólemezei szabálytalanok voltak, ezért a japán márka egységeit kizárták a versenyt követően.[2]
- ↑ b:  A Porsche #91-es autójának menetmagassága alacsonyabb volt a megengedetnél, ezért a német márka csapatát kizárták a versenyt követően.[2]

## A világbajnokság állása a versenyt követően
LMP1 (Teljes táblázat)
| H  | Versenyzők                                        | Pont | H  | Konstruktőrök        | Pont |
| -- | ------------------------------------------------- | ---- | -- | -------------------- | ---- |
| 1. | Fernando Alonso Sébastien Buemi Nakadzsima Kazuki | 65   | 1. | Toyota Gazoo Racing  | 66   |
| 2. | Mathias Beche Thomas Laurent Gustavo Menezes      | 63   | 2. | Rebellion Racing     | 63   |
| 3. | Mike Conway Kobajasi Kamui José María López       | 46   | 3. | SMP Racing           | 25   |
| 4. | Neel Jani André Lotterer                          | 36   | 4. | ByKolles Racing Team | 12   |
| 5. | Nicolas Lapierre André Negrão Pierre Thiriet      | 29   | 5. | CEFC TRSM Racing     | 1    |

GT (Teljes táblázat)
| H  | Versenyzők                         | Pont | H  | Konstruktőrök | Pont |
| -- | ---------------------------------- | ---- | -- | ------------- | ---- |
| 1. | Michael Christensen Kévin Estre    | 71   | 1. | Porsche       | 117  |
| 2. | Stefan Mücke Olivier Pla           | 57   | 2. | Ford          | 90   |
| 3. | Billy Johnson                      | 48   | 3. | Ferrari       | 71   |
| 4. | James Calado Alessandro Pier Guidi | 43,5 | 4. | Aston Martin  | 46   |
| 5. | Richard Lietz Gianmaria Bruni      | 40   | 5. | BMW           | 22   |

LMP2 (Teljes táblázat)
| H  | Versenyzők                                   | Pont | H  | Konstruktőrök             | Pont |
| -- | -------------------------------------------- | ---- | -- | ------------------------- | ---- |
| 1. | Nicolas Lapierre André Negrão Pierre Thiriet | 72   | 1. | Signatech Alpine Matmut   | 72   |
| 2. | Ho-Pin Tung Gabriel Aubry Stéphane Richelmi  | 68   | 2. | #38 Jackie Chan DC Racing | 68   |
| 3. | Jazeman Jaafar Weiron Tan Nabil Jeffri       | 61   | 3. | #37 Jackie Chan DC Racing | 61   |
| 4. | Roberto González Pastor Maldonado            | 46   | 4. | DragonSpeed               | 46   |
| 5. | Nathanaël Berthon                            | 34   | 5. | Racing Team Nederland     | 31   |

LMGTE Am (Teljes táblázat)
| H  | Versenyzők                                       | Pont | H  | Konstruktőrök           | Pont |
| -- | ------------------------------------------------ | ---- | -- | ----------------------- | ---- |
| 1. | Julien Andlauer Matt Campbell Christian Ried     | 76   | 1. | Dempsey - Proton Racing | 76   |
| 2. | Weng Sun Mok Sava Kejta Matt Griffin             | 43   | 2. | Clearwater Racing       | 43   |
| 3. | Jörg Bergmeister Patrick Lindsey Egidio Perfetti | 41   | 3. | Team Project 1          | 41   |
| 4. | Paul Dalla Lana Pedro Lamy Mathias Lauda         | 37   | 4. | Aston Martin Racing     | 37   |
| 5. | Salih Yoluç Charlie Eastwood                     | 36   | 5. | TF Sport                | 36   |